# SciFinder

Logo

SciFinder ist eine kostenpflichtige, vom Chemical Abstracts Service entwickelte und angebotene Datenbank, die seit 2008 als web-basierte Version vorliegt und mittlerweile auch per Smartphone abgerufen werden kann. Das Vorgängerprogramm hieß Messenger. Seine Abfragesprache war nur mit tieferen Kenntnissen des Programms befriedigend zu bedienen.
Die Datenbank enthält (Stand Mai 2024) Daten von über 219 Millionen definierten chemischen Substanzen, etwa 75 Millionen Sequenzen und etwa 8 Milliarden gemessene und berechnete Substanzdaten sowie Spektren Täglich kommen ca. 35.000 Substanzen hinzu und zu den registrierten Substanzen liegen etwa 8 Milliarden Datensätze vor. Es liegen Daten zu Schmelzpunkt, Siedepunkt, Dichte, Brechungsindex, magnetischen und elektrischen Eigenschaften sowie weitere Angaben vor. Spektrendaten der üblichen Verfahren können gefunden werden: NMR (Protonen und weitere Kerne), IR, MS, ESR, UV-Vis etc.
Neben den Substanzdaten enthält die Datenbank Zusammenfassungen von über 59 Millionen wissenschaftlichen Artikel, die Patente von 64 Patentorganisationen sowie Bezugsquellen kommerziell erhältlicher Substanzen. Seit 2021 kann über die sog. Discovery Platform auf Datenbanken zugegriffen werden, die aus Veröffentlichungen Formulierungen und analytische Methoden extrahiert haben.
SciFinder ist zum professionellen Gebrauch für Chemiker und anderen Naturwissenschaftlern/Ingenieuren an Hochschulen, Unternehmen und Behörden konzipiert. Es bestehen Suchmöglichkeiten über Stichwörter (Research Topic), die beliebig kombiniert werden können, Autorennamen, Firmennamen (Company Name), Dokumentenidentifizierer und Zeitschriftennamen (Journal). Substanzinformationen (z. B. physikalische Eigenschaften, Spektren, Synthese, Anwendungen, kommerzielle Quellen) können über Strukturformeln und Substrukturen gesucht werden, die über einen integrierten Editor erzeugt oder aus einer lokal gespeicherten CXF-Datei importiert werden können. Es besteht auch die Möglichkeit, Summenformeln, CAS-Nummern oder Substanzeigenschaften wie Siedepunkt, Schmelzpunkt, Dichte, Brechungsindex etc. (wobei auch Bereichsangaben möglich sind) als Suchbegriff zu nutzen. Die so erzeugten Listen von Suchergebnissen können durch die gleichen Operatoren weiter verfeinert werden. Mehrere Suchlisten lassen sich kombinieren. Daneben lassen sich auch Patente der wichtigsten Patentorganisationen durchsuchen, auch mittels Markush-Formeln.
Seit 2020 bietet Chemical Abstracts Service mit Common Chemistry eine kostenfreie Datenbank mit etwa 500.000 Einträgen an. Der Umfang der Informationen ist stark eingeschränkt und beschränkt sich auf (ggf. verschiedene) Namen, Struktur- und Summenformel, wenige physikalische Größen wie Schmelz- und Siedepunkt und maximal eine Literaturstelle, bei der auch kein DOI angegeben wird. Es gibt auch einen Link, der direkt zum Eintrag im CAS-Registry-File führt, den aber nur registrierte Nutzer der kostenpflichtigen Vollversion nutzen können.